# Aeroportul Jequié
Aeroportul Jequié (IATA: JEQ, ICAO: SNJK) este un aeroport din Bahia, Brazilia ce deservește zona Jequié. Aeroportul a fost tranzitat în 2004 de 66 de pasageri. A fost numit după zona deservită.
Situat la o altitudine de 197 m, aeroportul dispune de 1 pistă.

## Infrastructură

### Piste
Aeroportul dispune de o singură pistă. Pista 14/32 are suprafața de asfalt și dimensiunile 1.280 m × 30 m. 